# نفتكومسك
نفتكومسك (بالروسية: Нефтекумск) هي إحدى مدن روسيا في الكيان الفدرالي الروسي ستافروبول كراي.

## المناخ
يظهر الجدول التالي التغييرات المناخية على مدار السنة لنفتكومسك:
| البيانات المناخية لـنفتكومسك      | البيانات المناخية لـنفتكومسك | البيانات المناخية لـنفتكومسك | البيانات المناخية لـنفتكومسك | البيانات المناخية لـنفتكومسك | البيانات المناخية لـنفتكومسك | البيانات المناخية لـنفتكومسك | البيانات المناخية لـنفتكومسك | البيانات المناخية لـنفتكومسك | البيانات المناخية لـنفتكومسك | البيانات المناخية لـنفتكومسك | البيانات المناخية لـنفتكومسك | البيانات المناخية لـنفتكومسك | البيانات المناخية لـنفتكومسك |
| الشهر                             | يناير                        | فبراير                       | مارس                         | أبريل                        | مايو                         | يونيو                        | يوليو                        | أغسطس                        | سبتمبر                       | أكتوبر                       | نوفمبر                       | ديسمبر                       | المعدل السنوي                |
| --------------------------------- | ---------------------------- | ---------------------------- | ---------------------------- | ---------------------------- | ---------------------------- | ---------------------------- | ---------------------------- | ---------------------------- | ---------------------------- | ---------------------------- | ---------------------------- | ---------------------------- | ---------------------------- |
| متوسط درجة الحرارة الكبرى °م (°ف) | −0.3 (31.5)                  | 0.7 (33.3)                   | 6.6 (43.9)                   | 16.9 (62.4)                  | 23.7 (74.7)                  | 28.1 (82.6)                  | 30.6 (87.1)                  | 29.8 (85.6)                  | 23.6 (74.5)                  | 15.5 (59.9)                  | 7.8 (46.0)                   | 2.4 (36.3)                   | 15.5 (59.8)                  |
| متوسط درجة الحرارة الصغرى °م (°ف) | −7.1 (19.2)                  | −6.8 (19.8)                  | −1.7 (28.9)                  | 5.1 (41.2)                   | 11.4 (52.5)                  | 15.9 (60.6)                  | 18.5 (65.3)                  | 17.4 (63.3)                  | 11.9 (53.4)                  | 5.4 (41.7)                   | 0.5 (32.9)                   | −3.7 (25.3)                  | 5.6 (42.0)                   |
| الهطول مم (إنش)                   | 18 (0.7)                     | 18 (0.7)                     | 20 (0.8)                     | 25 (1.0)                     | 39 (1.5)                     | 49 (1.9)                     | 41 (1.6)                     | 39 (1.5)                     | 26 (1.0)                     | 20 (0.8)                     | 23 (0.9)                     | 23 (0.9)                     | 341 (13.3)                   |
| المصدر: Climate-Data.org          |                              |                              |                              |                              |                              |                              |                              |                              |                              |                              |                              |                              |                              |

## أعلام
- يفغيني نازاروف